# Micrurus pyrrhocryptus tricolor
Micrurus pyrrhocryptus tricolor är en underart till ormarten Micrurus pyrrhocryptus som beskrevs av Hoge 1956. Micrurus pyrrhocryptus tricolor ingår i släktet korallormar, och familjen giftsnokar.
Underarten förekommer i delstaten Mato Grosso i Brasilien samt i angränsande områden av Paraguay.